# عاماليا بناحوفا
عاماليا أليش قيزي بناحوفا (بالأذرية: Amaliya Pənahova) - ممثلة مسرحية وسينمائية ومخرجة أذربيجانية، وفنانة الشعب في جمهورية أذربيجان الاشتراكية السوفيتية (1985)، حائزة على جائزة الدولة لجمهورية أذربيجان الاشتراكية السوفيتية (1972)، بروفيسورة، نائبة في الجمعية الوطنية (أذربيجان)، مؤسسة ومديرة لمسرح باكو للبلدية. 

## سيرتها الذاتية
ولدت عاماليا أليش قيزي بناحوفا، عام 1945، في مدينة كنجه. تخرجت من جامعة أذربيجان الحكومية للثقافة والفنون تخصصهائ الدراما والسينما في 1966.
منذ 1964 على طول حياتها الأخير قامت بأكثر من خمسمائة دور في مجال المسرح والسينما. 
من بينهم «تومريس» و«ناتافان» و«ميديا» و«بورلا خاتون» و«محساتي» و«لاريسا» و«أوفيليا» و«لينزا».
كانت تمنح عاماليا بناحوفا على الألقاب الفخري كومسومول لينين وعلى جائزة الدولة لجمهورية أذربيجان الاشتراكية السوفيتية في 1968 و1972.
حصلت عاماليا بناحوفا تكريم الفنانة لجمهورية أذربيجان الاشتراكية السوفيتية في 1974 وفنانة الشعب في جمهورية أذربيجان الاشتراكية السوفيتية في 1985 على خدماتها البارزة في تطرير فن المسرح والسينما. 
في 1972 قامت بناحوفا بتأسيس مسرح باكو للبلدية ولفت إليها ليس فقط الجيل الأكبر سنًا، وحتى جيل الشباب.
عملت بناحوفا كمدرسة في جامعة أذربيجان الحكومية للثقافة والفنون وكذلك كانت نائبة في الجمعية الوطنية بين 2000-2005.
توفيت عاماليا بناحوفا في 7 نوفمبر لعام 2018 في 73 من عمرها، بباكو.

## أوسمتها
- لقاب الفخري كومسومول لينين، 1968
- فنانة تكريمة في جمهورية أذربيجان الاشتراكية السوفيتية، 1974
- فنانة الشعب في جمهورية أذربيجان الاشتراكية السوفيتية، 1985
- جائزة الدولة لجمهورية أذربيجان الاشتراكية السوفيتية، 26 يوليو 2002
- وسام «شهرة»1995
- وسام "شرف"2013

## روابط خارجية
- عاماليا بناحوفا على موقع IMDb (الإنجليزية)